# Verslänge
Die Verslänge (Länge der Zeile eines Gedichts, Liedes, Versepos …) kann auf verschiedene Weise bestimmt werden, indem man eine beliebige sprachliche Einheit (zum Beispiel Buchstaben, Laute, Phoneme, Morphe, Silben, Wörter) wählt und auszählt, wie viele davon in einer Verszeile vorkommen. Es handelt sich damit um ein Thema der quantitativen Stilistik bzw. der quantitativen Literaturwissenschaft.

## Möglichkeiten der Auswertung von Verslängen
Die Anregung zur Untersuchung von Verslängen mit den Mitteln der Statistik hat Wilhelm Fucks gegeben. Nimmt man Gedichte oder Versepen als ganze Werke in Betracht, so kann man durch Auswertung von Verslängen mindestens zwei Forschungsperspektiven bearbeiten:
- eine stilistische: unterscheiden sich die betrachteten Werke hinsichtlich des Vorkommens unterschiedlicher Verslängen?
- eine sprach- oder auch stiltheoretische: gibt es bestimmte mathematische Modelle, die theoretisch begründet und als Prinzip der Verteilung von Verslängen nachweisbar sind?

## Zum sprach-/stiltheoretischen Ansatz
Frühe Überlegungen galten der Frage, ob es eine ideale Verslänge gibt; A. Ch. Vostokov (1817) nahm an, dass Verszeilen idealerweise sieben bis acht Silben lang seien, da längere Verse vom menschlichen Sprachverarbeitungsapparat nicht in einem Zug zu bewältigen seien. B. V. Tomaševskij (1919/23) kam zu bei seinen Untersuchungen zum fünffüßigen Jambus bei Puškin der Erkenntnis: „Je länger eine Verszeile ist, desto höher fällt der Anteil unbetonter gerader Silben aus.“
Neues Interesse gilt der Häufigkeit von Verslängen: In zwei Untersuchungen wurden Verslängen danach ausgezählt, wie viele Wörter je Verszeile zu beobachten sind und wie häufig die verschiedenen Verslängen in einem bestimmten Kunstwerk vorkommen (Best 2012a,b). Als Beispiele wurden Heinrich Heines Atta Troll (27 Kapitel, jedes Kapitel für sich; Heine nennt sie Caput) und 20 Gedichte von Gottfried August Bürger unter dem sprach-/stiltheoretischen Gesichtspunkt ausgewertet. Für diese und einzelne frühere Untersuchungen kann gesagt werden, dass die Hypothese, Verslängen könnten mathematisch modelliert werden, sich stützen ließ. Es scheint so, dass Verslängen, bestimmt durch die Zahl ihrer Wörter, entsprechend der Binomialverteilung vorkommen. Insgesamt 49 deutschsprachige Texte/Textabschnitte lassen noch keine Verallgemeinerung zu, geben aber immerhin den Hinweis, dass an der genannten Hypothese etwas dran sein könnte. Womöglich deutet sich hier ein Gesetz der Verteilung von Verslängen an, analog dem Gesetz der Verteilung von Wortlängen und etlichen weiteren Sprachgesetzen.

## Ein Beispiel
Um die Verteilung der Wörter auf Verszeilen zu veranschaulichen, wird die folgende Tabelle zu Friedrich Schillers Ballade Der Taucher angeführt:
| x Wörter pro Vers | Zahl der Verse mit x Wörtern | Prozent aller Verse | berechnete Zahl der Verse mit x Wörtern |
| ----------------- | ---------------------------- | ------------------- | --------------------------------------- |
| 4                 | 7                            | 4.32                | 4.97                                    |
| 5                 | 18                           | 11.11               | 22.45                                   |
| 6                 | 42                           | 25.93               | 43.43                                   |
| 7                 | 52                           | 32.10               | 46.67                                   |
| 8                 | 29                           | 17.90               | 30.10                                   |
| 9                 | 12                           | 7.41                | 11.65                                   |
| 10                | 1                            | 0.62                | 2.50                                    |
| 11                | 1                            | 0.62                | 0.23                                    |

Diese Ballade hat 162 Verszeilen. Der Tabelle kann man Folgendes entnehmen (am Beispiel der Verse mit 7 Wörtern): Es gibt unter den 162 Verszeilen 52 Zeilen mit 7 Wörtern; das sind 32,10 % der Verszeilen. Da für Verszeilen bei G. A. Bürger, J. W. v. Goethe und Heinrich Heine die Binomialverteilung sich als ein gutes mathematisches Modell erwiesen hat (siehe oben), wurde diese Verteilung auch an Schillers Der Taucher angewandt; die Ergebnisse dazu stehen in der letzten Spalte. Die Übereinstimmung des Modells mit den ausgezählten Verszeilen ist mit P = 0,63 sehr gut. P ist die Überschreitungswahrscheinlichkeit des Chi-Quadrat-Tests, die möglichst besser als 0,05 sein sollte, was hier gegeben ist. Die Binomialverteilung erweist sich also auch bei diesem weiteren Text als ein gutes Modell.